# لغة ماراريت
لغة ماراريت هي لغة تامان المستخدمة في شرق تشاد. هناك لهجتان، إيبيري و أبو شارب، والتي تعتبر حسب روجر بلينش ((Blench (2006) لغتين متميزتين. الغالبية تتكلم أبو شارد.
يعيش الناس في ماراريت في أرجيد ماراريت، عبيد ماراريت، منطقة وضاح، دونكي كيما، ساني كيرو، في ولاية شمال دارفور ؛ في منطقة سيلالا في ولاية جنوب دارفور وفي مقاطعة جينا بولاية غرب دارفور. التلاجاي، الميراكاوي، ويلكاوي، والترجاوي هم من قبائل شعب ماراريت.

## روابط خارجية
- ماراريت (Ibiri) المعجم الأساسي في قاعدة المعجمات العالمية